# Épicier
Ne doit pas être confondu avec Lépicier.
Pour les articles homonymes, voir Épicier (homonymie).

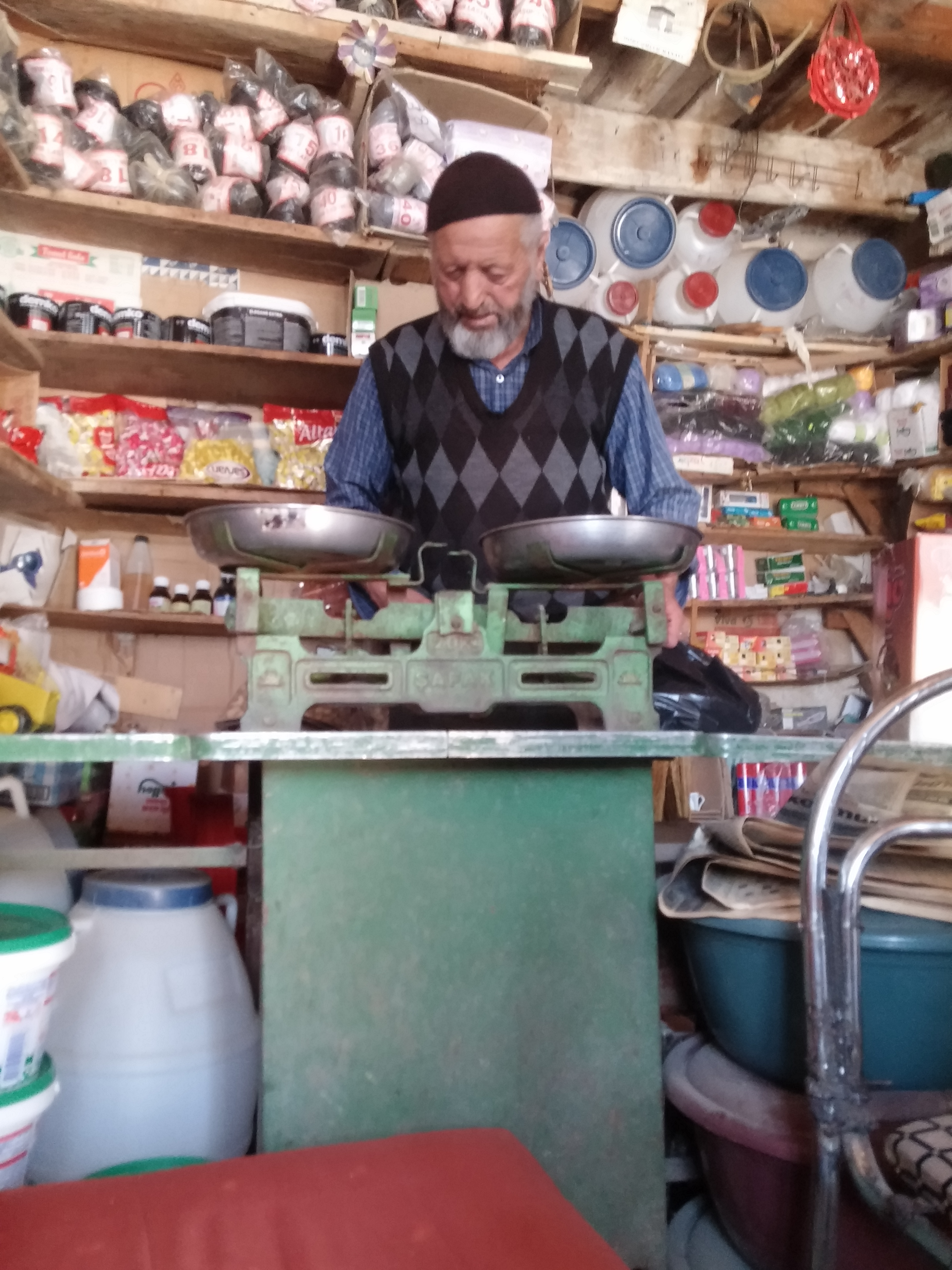
Turquie

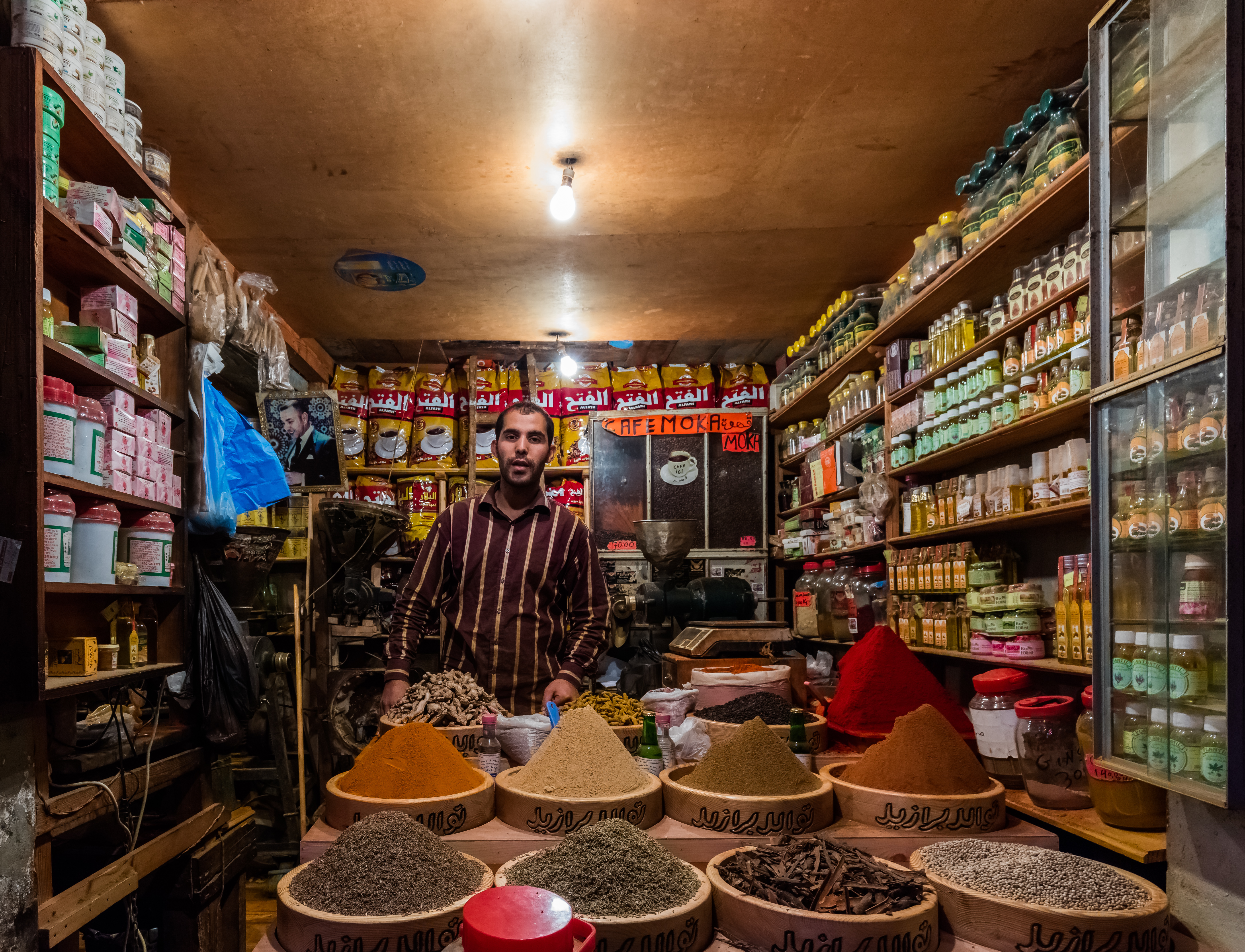
Commerce d'épicerie et cosmétiques à Tanger, Maroc, décembre 2015.

Les mots épicier et épicière désignaient à l'origine une personne qui faisait le commerce des épices. Dans leur acception moderne, ces mots désignent une personne qui tient une épicerie, où l'on vend des denrées de consommation et d'usage courants.

## Historique
Le Dictionnaire encyclopédique de l'épicerie et des industries annexes mentionne qu'historiquement l'épicier était un drageoir pour offrir des épices, ou l'officier à la cour de Bourgogne chargé de la présentation des épices et des médicaments.
En France, l'épicier des années 1960 arborait une blouse grise, et un crayon sur l'oreille ou dans la poche.
Un épicier est actuellement quelqu'un qui travaille dans une épicerie où il vend notamment des aliments. L'épicier est un travailleur indépendant, archétype du commerce de détail de proximité. Alors que la majorité des produits alimentaires passaient par ce canal de distribution dans les années 1950, le développement concomitant de la voiture et de la grande distribution a progressivement réduit la part que les épiciers traditionnels tenaient dans le commerce alimentaire. 
Aujourd'hui[Quand ?] peu d'épiciers sont des commerçants indépendants ; la plupart sont des gérants ou font partie d'un groupement d'achat.

## Autres significations
Le mot « épicier » désigne, dans l'argot étudiant, les étudiants d'écoles de commerce, et par extension les élèves des classes préparatoires qui s'y destinent[réf. nécessaire].